# 紙風車八里工廠大火
紙風車八里工廠大火，又稱紙風車劇團排練場大火、紙風車劇團道具廠房大火、紙風車工廠惡火，是指發生在新北市八里區紙風車劇團的幕後工作室「風之藝術工作室」之道具廠房所發生的火災，2020年6月6日新北市消防局於0時47分(UTC+8)接獲報案，3時18分(UTC+8)火勢熄滅，並造成1人灼傷。

## 事故過程
2020年6月6日，0時47分(UTC+8)，新北市消防局接獲風之藝術工作室的所在地新北市八里區渡船頭路7之7號的連棟鐵皮屋發生火警。
1時45分(UTC+8)，火勢成功控制。
3時18分(UTC+8)，火勢熄滅，但直至7時(UTC+8)仍有火苗未滅。此次火警延燒了兩棟鐵皮屋，總燃燒面積為2300平方公尺。一名40多歲的男性工廠經理逃生時，四肢二度灼傷，灼傷面積9%，並送往馬偕紀念醫院淡水院區救治。此次火警為了維護消防員人身安全而出動了人工智慧滅火機器人來協助救火，並派遣總共42台消防車、118名消防員協助救火。

## 影響
這次的火警事故讓紙風車劇團損失大約新台幣5000萬元，置放在火場的燈光、音響、服裝、道具、佈景等劇場設備全數付之一炬，此事故也造成一名40多歲的男性工廠經理遭受灼傷。起火原因仍有待調查，鑑定報告在二周後才會公布。中華民國文化部也將對紙風車劇團啟動急難救助，最高補助上限為新台幣2000萬元，而紙風車劇團旗下的綠光劇團，雖然預計在8月演出的《人間條件6》要使用的道具和佈景也遭受波及，但表演仍會不受影響舉行。
風之藝術工作室位於林口特定計畫區，並非都市計畫用地，因此工作室屬於未經查報之既存違建，日後若原地重建將會強制拆除，因此新北市政府將會依照「雲門舞集模式」協助重建，但會以劇團自己的意願為主。